# José Echeverría
José Rafael Echeverría Yáñez (Santiago de Chile, 1913-San Juan, 1996) fue un filósofo y ensayista chileno. Es considerado, junto a Félix Schwartzmann, Jorge Millas y Luis Oyarzún, entre otros, como uno de los autores que ayudaron a impulsar el desarrollo de la filosofía en Chile y a abrir la reflexión hacia temáticas antropológicas, políticas y culturales.

## Biografía
Se tituló de abogado de la Universidad de Chile, fue profesor extraordinario de filosofía del derecho de la misma universidad y de la Pontificia Universidad Católica de Chile. Echeverría ingresó tardíamente al estudio profesional de la filosofía: su primera publicación, «Reflections metaphysiques sur la mort et le probléme du suject», fue editada en Francia en el año 1957, como producto de la tesis presentada para optar al grado académico de doctor en filosofía.
Al regresar a Chile, participó activamente en la preparación y divulgación de obras destinadas a docencia e investigación, a lo que se sumó la publicación de ensayos, presentados en la Revista de Filosofía de la Universidad de Chile. Además, fue uno de los fundadores, junto a Carla Cordua y Roberto Torretti, del Departamento de Estudios Humanísticos de la Facultad de Ciencias Físicas y Matemáticas de la Universidad de Chile, que aunó la labor de connotados filósofos, científicos y poetas.
Fue profesor de la Universidad de Puerto Rico entre 1955 y 1976, y desde ese año hasta su muerte, en 1996, ejerció como docente en la Facultad de Derecho de la Universidad Interamericana de Puerto Rico.

## Pensamiento
Sus principales intereses se abocaron a las áreas de la filosofía de la conciencia, sobre todo en la reflexión en torno al pensamiento cartesiano; a la filosofía del derecho y a parte de la filosofía de la historia, sustentada por el pensamiento marxista. A ello se añadió la posterior preocupación por la elaboración de ensayos, predominantemente dirigidos hacia los grandes temas de la cultura y hacia la reflexión de los más significativos personajes y obras de la literatura universal, como El Quijote de la Mancha, Fausto de Goethe y La Divina Comedia de Dante Alighieri.
El pensamiento de Echeverría se caracterizó, entre otras cosas, por perfilar una aguda y lúcida sensibilidad frente a los problemas de la muerte y del sentido de la vida humana en el mundo contemporáneo. En ese ámbito, para la filósofa Carla Cordua, el postulado central del pensamiento de Echeverría se sintetiza en su reflexión: «Dado que mi propia existencia es para mí una certidumbre necesaria, es imposible que para mí yo no sea, y por consiguiente, para mí soy inmortal», que da cuenta que su doctrina, en contraste con las de Heidegger y de Sartre, constituye una concepción positiva de la inmortalidad.
Como reseñó Jorge Vergara: 

Echeverría pensaba que la filosofía no surgía solo del asombro, como había dicho Aristóteles, sino de la insatisfacción frente a las filosofías precedentes.  Buscó integrar su pensamiento a la tradición mediante un método dialógico e “integracionista”, diferente del eclecticismo del siglo XIX, y análogo al de Ferrater-Mora. Su método integra en una nueva síntesis un conjunto de verdades de las filosofías precedentes.

En 1998, Cordua, Marcos García de la Huerta y Humberto Giannini, entre otros, reflexionaron sobre los temas más importantes del pensamiento y la vida del filósofo, publicando el texto «A fin de cuentas; homenaje a José Echeverría».

## Obras selectas
La obra de Echeverría comprende ocho libros y más de cien artículos. Entre los primeros, solo «El Quijote como figura de la vida humana», de 1965, se publicó en Chile: la mayoría de sus artículos apareció en Puerto Rico, y una veintena aún permanecen inéditos.
- «Reflections metaphysiques sur la mort et le probléme du suject» (1957)
- «De l'aperception immédiate» (1963)
- «La enseñanza de la filosofía en la universidad hispanoamericana» (1965)
- «El Quijote como figura de la vida humana» (1965)
- «Ser y estar» (1985), en Revista Plural, vol. 4: pp. 9-25.
- «Libro de convocaciones. I: Cervantes, Dostoyevski, Nietzsche, A. Machado» (1986)
- «Lecciones de teoría del derecho» (1986), en Revista Jurídica de la Universidad Interamericana, vol. LV, Núm. 3.
- «El empirismo trascendental: su raíz en la fenomenología de Husserl y su despliegue como filosofía dialógica rigurosa» (1992)
- «El morir como pauta ética del empirismo trascendental» (1993)
- «Aprender a filosofar preguntando con Platón, Epicuro, Descartes» (1997, póstumo)